# Sarah Buechi

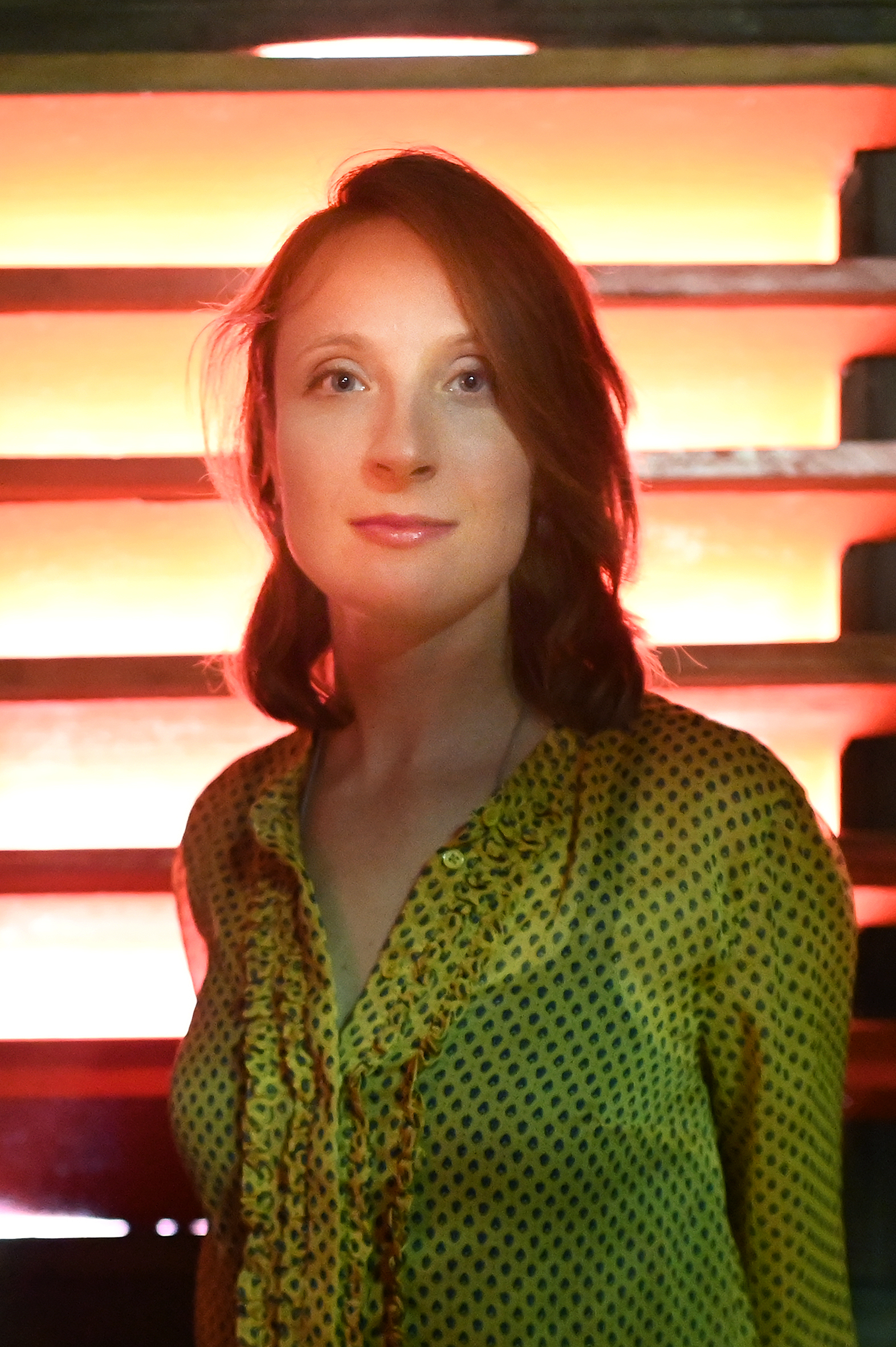
Sarah Buechi (2021)

Sarah Buechi (* 18. Oktober 1981 in Luzern) ist eine Schweizer Jazzsängerin und Komponistin.

## Leben und Wirken
Buechi, die aus einer Musikerfamilie stammt (die Mutter ist Organistin und Chorleiterin, der Vater Komponist und Klavierlehrer) und im Kanton Glarus aufwuchs, erhielt bereits im Alter von fünf Jahren Geigenunterricht. Weiter lernte sie Klavier und Gitarre. Nachdem sie in der Jugend Rockmusik spielte und sang und ein Musical schrieb, studierte sie bis 2007 an der Jazzabteilung der Hochschule für Musik Luzern bei Lauren Newton und Susanne Abbuehl sowie 18 Monate lang am Karnataka College of Percussion bei R. A. Ramamani und T.A.S. Mani. Seitdem verfügt ihr Gesang über mikrotonale und rhythmische Elemente der südindischen Musik. Weiterhin nahm sie Unterricht bei Médéric Collignon, Sheila Jordan, Jay Clayton und Steve Coleman.
2008 tourte sie mit der Gruppe Zoom von Lucas Niggli, dann mit dem Swiss Indian Orchestra und mit ihrer Gruppe Thali, mit der sie 2010 ihr erstes Album einspielte. Auch war sie mit den Helvetic Fiddlers beim Festival Alpentöne 2011 zu hören. Mit ihrer eigenen Formation Flying Letters trat sie unter anderem am renommierten Berlin Jazzfest 2014, mit Ihrem Quartett Shadow Garden am Schaffhauser Jazzfestival 2016 und im Vortex Jazzclub, London 2017 auf. Weiter wirkt(e) sie bei Christy Dorans New Bag (Visual Jazz Festival Beijing 2013, Chiasso Jazzfestival 2013, Bolivia Festijazz 2014,), bei Christoph Stiefels Isorhythm Orchestra (Jazz International Rotterdam 2016, Label Suisse Festival, Lausanne 2018) und bei Projekten von Matthias Schriefl (u. a. Deutsches Jazzfestival 2018) mit und spielt mit Christoph Haberer im Duo Animata (JazzhausMusik).
Für das Eröffnungskonzert der Jazzmeile Thüringen 2020 komponierte Buechi The Paintress für ihr Septett (Contradiction of Happiness) und das Kammerorchester der Jenaer Philharmonie. Auf Pink Mountain Sagas vertonte sie zusammen mit Franz Hellmüller und Rafael Jerjen Schweizer Sagen und Berggeschichten.
Seit September 2019 ist Buechi zudem als Dozentin an der HSLU Luzern tätig.

## Preise und Auszeichnungen
2005 erhielt Buechi den Preis der Friedl Wald Stiftung, 2010 den Travelling and Training Award des Artscouncil Ireland. 2025 wurde sie mit dem «Moods-Aïda Alliman Preis» ausgezeichnet.

## Diskographische Hinweise
- THALi: Vidya Mani (Unit Records 2010, mit Stefan Aeby, Matthias Tschopp, Marco Müller, Lionel Friedli)
- Flying Letters (Intakt Records 2013, mit Stefan Aeby, André Pousaz, Lionel Friedli)
- Christy Doran New Bag: Mezmerized (Double Moon Records 2013)[4]
- Shadow Garden (Intakt 2015, mit Stefan Aeby, André Pousaz, Lionel Friedli)
- Sarah Buechi/Christoph Haberer: Animata (JazzHausMusik 2015)
- Christoph Stiefel Septett: Rhythma-tized (Challenge Records 2017, mit Domenic Landolf, Adrian Mears, Bastian Stein, Arne Huber, Kevin Chesham)
- Contradiction of Happiness (Intakt 2018, mit Stefan Aeby, André Pousaz, Lionel Friedli, Estelle Beiner, Isabelle Gottraux, Sara Oswald)
- The Paintress (Intakt 2021, mit Vincent Membrez, Wolfgang Zwiauer, Lionel Friedli, Estelle Beiner, Isabelle Gottraux, Sara Oswald und Jenaer Philharmonie unter Leitung von Simon Gaudenz)
- Moon Trail (Intakt 2022, mit Franz Hellmüller und Rafael Jerjen)
- Matthias Schriefl: Allgäu Meets India (Jazzwerkstatt 2024 mit Amith Nadig, Vinod Shyam, Sunaad Anoor, Lars Andreas Haug, Alexander Morsey,  Sebastian Merk und der hr-Bigband)
- Sarah Buechi / Franz Hellmüller / Rafael Jerjen: Pink Mountain Sagas (Intakt, 2024)